# Microphysogobio wulonghensis
Microphysogobio wulonghensis är en fiskart som beskrevs av Xing, Zhao, Tang och Zhang 2011. Microphysogobio wulonghensis ingår i släktet Microphysogobio och familjen karpfiskar. Inga underarter finns listade i Catalogue of Life.